# Micro-éveil
Un micro-réveil ou micro-éveil est induit par l’augmentation de l’effort respiratoire et non par la diminution de la saturation en oxygène. Il n'existe pas de consensus sur la durée les définissant, le seuil le plus courant étant supérieur à 3 secondes. On parle alors micro-fragmentation du sommeil. Les micro-réveils sont la plupart du temps assez peu perceptibles par le patient, qui ne s'en souvient pas ou rarement, lorsqu'il se réveille.
Ils peuvent être dus à l'apnée du sommeil. 